# Iriao
Iriao (груз. ირიაო) — грузинская джазовая и этно-народная музыкальная группа. Представитель Грузии на Евровидении 2018 в Лиссабоне.
Группа из семи человек была основана в 2013 году Давидом Малазонией. Считается первым музыкальным коллективом, который объединил джаз с грузинскими этническими мелодиями. Малазония живёт в Германии, где пишет музыку для телевидения, театра и других проектов.
На международном уровне группа впервые появилась на фестивале джаза Борнео в Малайзии в 2014 году.
Они представляли Грузию на Евровидении 2018 в Лиссабоне, во втором полуфинале 10 мая, где заняли 18-е (последнее) место в полуфинале и не прошли в финал. Достижение является вторым худшим результатом страны на конкурсе.

## Состав группы
- Давид Малазония — клавишные, композитор, аранжировщик.
- Давид Кавтарадзе — народные инструменты.
- Бирдзина Мургулия — вокал.
- Леван Абшилава — ударные.
- Шалва Гелехва — бас-гитара.
- Георгий Абашидзе — вокал.
- Михаил Джавахишвили — вокал.